# La Anunciación (Rizi)
La Anunciación es un cuadro del artista español Francisco Rizi, de hacia 1651 o 1652.  Está pintado al óleo sobre lienzo y actualmente se conserva en el Museo del Prado (Madrid).

## Historia
El cuadro pudo haber sido pintado hacia 1651-1652, y hasta 1835 estuvo situado en el ático o parte superior del retablo de la Natividad de la capilla de don Jerónimo de la Torre,  en el Convento de Nuestra Señora de los Ángeles, en Madrid. A causa de su ubicación en el ático del retablo, La Anunciación terminaba originalmente en forma de arco rebajado, cosa que aún puede apreciarse a simple vista en el lienzo. Las otras obras que formaron el retablo son una Natividad   y las obras de Rizi La Adoración de los Reyes Magos, La presentación de Jesús en el Templo  y un Ecce Homo&thinsp, este último lienzo propiedad actualmente de la Real Academia de Bellas Artes de San Fernando y los otros del Museo del Prado. 
Con la desamortización de los bienes eclesiásticos en el siglo XIX el cuadro pasó a formar parte del Museo de la Trinidad, en 1835, y de allí pasó al Museo del Prado en 1872.

## Análisis de la obra
Esta Anunciación (Rizi pintó este tema más de una vez) es una de las más bellas obras del autor, muy representativa de su estilo de madurez. El Museo del Prado, de cuyas colecciones es parte, destaca de ella «que es una pequeña obra maestra y un testigo de las magníficas dotes de su autor.» El estilo maduro de Rizi se caracteriza por la rapidez y libertad en el uso del pincel, que conducen hacia una mayor indefinición de las formas, una práctica que el historiador del arte Jonathan Brown ha comparado con pintar como si se estuvieran realizando grandes bocetos al óleo. Junto a las pinceladas sueltas y desechas y los trazos ágiles, las otras grandes características del estilo más avanzado de Francisco Rizi son el uso de un colorido rico y vibrante y unas composiciones dinámicas y vivas, claramente influidas por los esquemas de acusadas diagonales de las obras de Rubens, aunque en ocasiones atemperadas por cierta tendencia a la simetría y al rigor, posible reminiscencia de las enseñanzas del que fue su maestro, Vicente Carducho. Junto a la influencia de Rubens se percibe en su obra su admiración por la pintura veneciana del siglo XVI, muy presente en las colecciones reales que él conocía bien, y en especial por Tintoretto. Todos estos rasgos son claramente apreciables en La Anunciación.
Uno de los mayores aciertos de la obra es el tratamiento del color, refinado, vibrante y con luz chispeante. La composición combina delicadeza y dinamismo, poniendo el énfasis en la relación entre el ángel y la Virgen en vez de en la descripción de un espacio realista, tal como una habitación o una alcoba. Se representa un espacio que se abre al color, a la luz y a la lejanía y que constituye un marco irreal y maravilloso donde la auténtica protagonista es la acción que tiene lugar. Este carácter de irrealidad se resalta por medio del ángel situado en la esquina superior izquierda, que descorre un cortinaje que nos permite ser testigos del acontecimiento, como si el espectador llegara en el justo instante de poder ver un momento de sorprendida espontaneidad. Las nubes de tormenta añaden tensión dramática al impulso barroco de los personajes, un impulso cuya representación proviene de la influencia de Rubens, de Tintoretto y de la pintura veneciana. En palabras del historiador del arte Javier Portús, Rizi «ha logrado plasmar una composición que desborda dignidad, delicadeza y monumentalidad, y demuestra hasta qué grado de exquisitez llegó la pintura barroca madrileña.»